# I love Brokopondo

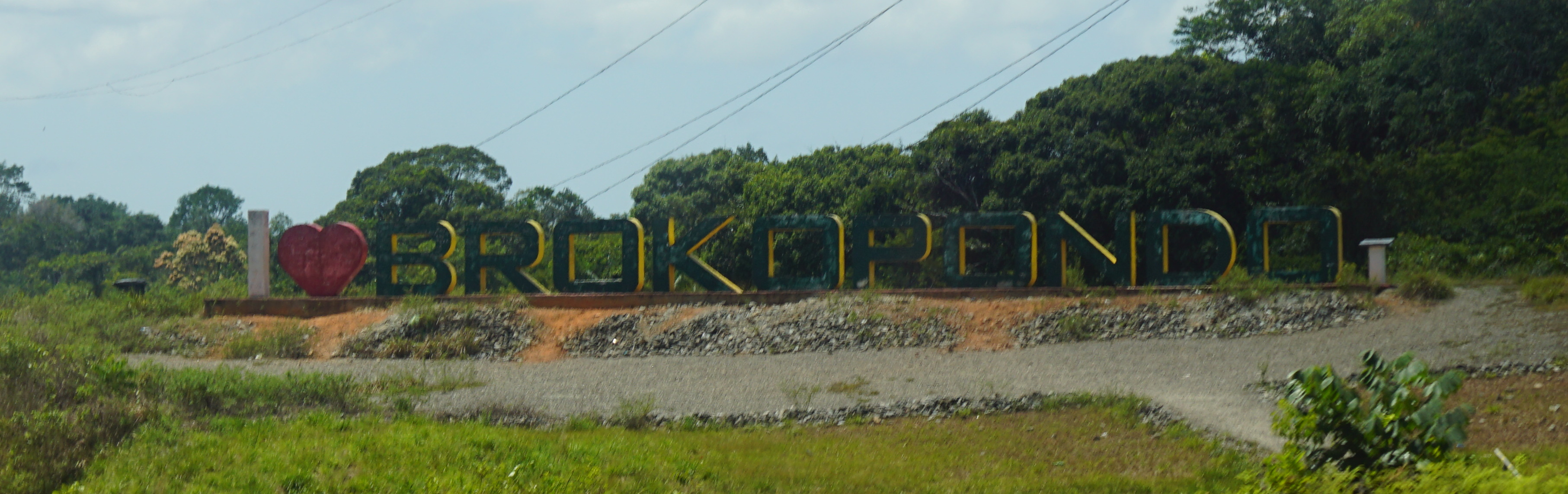
I ❤ Brokopondo (2018).

I love Brokopondo, ook geschreven als I ❤️ Brokopondo, is een kunstwerk uit 2018. Het is geplaatst op een heuvel langs de Avobakaweg bij mast 82 in de buurt van de Marshallkreek in het Surinaamse district Brokopondo. Het is een lettermonument dat bestaat uit 'I ❤️ Brokopondo' en is gekleurd naar de kleuren van de Surinaamse vlag. De 'I' heeft de kleur wit, het hartje is rood geschilderd en de andere letters zijn groen aan de voorzijde en geel aan de zijkant.

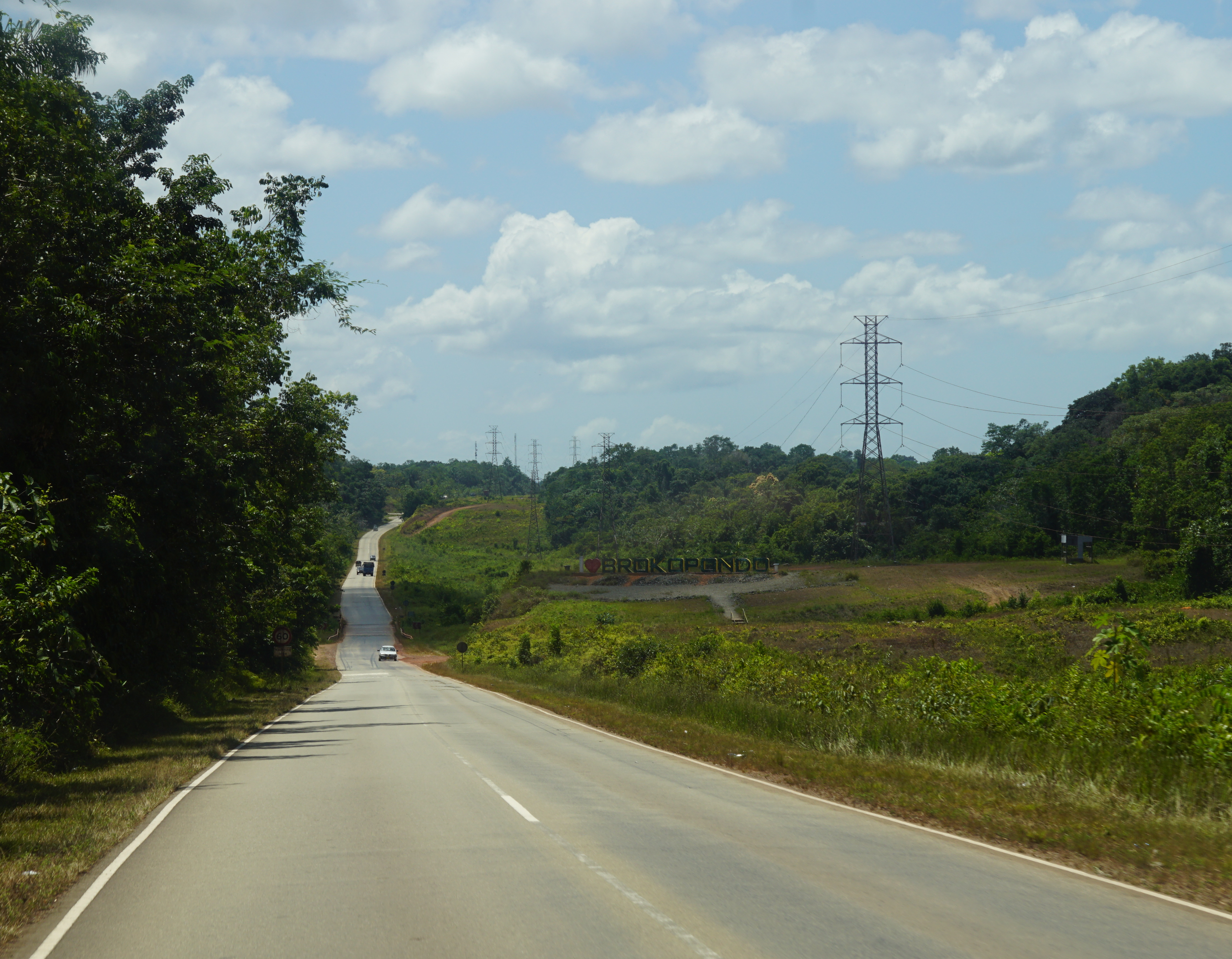
Naar het zuiden rijdende op de Avobakaweg, net district Brokopondo binnenrijdend.

Het door een lokaal bouwbedrijf geconstrueerde geheel werd op 23 september 2018 onthuld door minister Edgar Dikan van Regionale Ontwikkeling in Suriname en Kenya Pansa, de districtscommissaris van Brokopondo. Het kunstwerk werd gefinancierd door enige mijnbedrijven.